# Faverges-Seythenex
Faverges-Seythenex é uma comuna francesa na região administrativa da Alta Saboia, região de Auvérnia-Ródano-Alpes. Estende-se por uma área de 59,3 km². Em 2010 a comuna tinha 7 844 habitantes (densidade: 132,3 hab./km²).
A municipalidade foi estabelecida em 1 de janeiro de 2016 e consiste na fusão das antigas comunas de Faverges e Seythenex.